# Ardiente paciencia (película de 2022)
Ardiente paciencia es una película romántica chilena del año 2022 dirigida por Rodrigo Sepúlveda, con guion de Guillermo Calderón, basada en la novela homónima de Antonio Skármeta. Es la primera película chilena producida por Netflix.

## Argumento
Mario, un joven pescador que sueña con convertirse en poeta, decide cambiar de trabajo y convertirse en el cartero del famoso escritor chileno Pablo Neruda para así alcanzar sus sueños. Guiado por Neruda, Mario luchará para cumplir su sueño y conquistar a Beatriz, su gran amor.

## Reparto
La película cuenta con las actuaciones de:
- Andrew Bargsted como Mario
- Vivianne Dietz como Beatriz
- Claudio Arredondo como Pablo Neruda
- Paola Giannini como Elba
- Amalia Kassai como Clarita
- Rodolfo Pulgar como Cosme
- Pablo Macaya como Jorge
- Trinidad González como Elvira
- Sergio Campos como Locutor
- Giordano Rossi como Julio

## Producción
El 6 de noviembre de 2021, Netflix anunció que junto a la productora Fábula realizarían una adaptación de la novela de Antonio Skármeta. El rodaje comenzó en 4 de abril de 2022 en Isla Negra, localidad famosa por ser el lugar de la casa favorita de Pablo Neruda, donde escribió sus obras más icónicas.
En un principio se informó que Boris Quercia estaría a cargo de la dirección de la película, pero por motivos desconocidos la dirección pasó a manos del director Rodrigo Sepúlveda en el producto final.

## Estreno
La película se debutó en el Festival Internacional de Cine de Mar del Plata en noviembre de 2022.
 Fue estrenada internacionalmente en Netflix el 7 de diciembre de 2022.